# Vilavur
Vilavur là một thị xã panchayat của quận Kanniyakumari thuộc bang Tamil Nadu, Ấn Độ.

## Nhân khẩu
Theo điều tra dân số năm 2001 của Ấn Độ, Vilavur có dân số 13.373 người. Phái nam chiếm 48% tổng số dân và phái nữ chiếm 52%. Vilavur có tỷ lệ 79% biết đọc biết viết, cao hơn tỷ lệ trung bình toàn quốc là 59,5%: tỷ lệ cho phái nam là 83%, và tỷ lệ cho phái nữ là 76%. Tại Vilavur, 11% dân số nhỏ hơn 6 tuổi.